# Clem Beauchamp
Clement Hoyt „Clem“ Beauchamp (* 26. August 1898 in Bloomfield, Iowa; † 14. November 1992 in Santa Rosa, Kalifornien) war ein US-amerikanischer Filmschauspieler, Produktionsmanager und Regieassistent, der bei der Oscarverleihung 1936 den Oscar für die beste Regieassistenz erhielt.

## Leben
Beauchamp begann Mitte der 1920er Jahre zunächst als Schauspieler in der Filmwirtschaft Hollywoods in dem Kurzfilm Stupid, But Brave (1924) und wirkte unter seinem Pseudonym „Jerry Drew“ bis 1935 in vierzig Filmen mit. Im Anschluss nahm er seine Tätigkeit als Regieassistent auf und erhielt gleich für sein Debüt Bengali (1935) zusammen mit Paul Wing den Oscar für die beste Regieassistenz im Jahr 1936. Bei der Oscarverleihung 1937 wurde er für den Oscar in dieser Kategorie nominiert und zwar für Der Letzte der Mohikaner (1936). Er war damit der einzige Regieassistent, der diesen nur einige Jahre verliehenen Oscar erhielt sowie ein weiteres Mal nominiert war. Als Regieassistent war er an der Herstellung von mehr als zwanzig Filmen beteiligt wie Tarzan und die Nazis (1942) oder The Mayor of 44th Street (1942), mit dem RKO Pictures seinen Übergang vom Kurz- zum Langfilm förderte.
Nach dem Zweiten Weltkrieg war er schließlich überwiegend als Produktionsmanager bei Filmproduktionen von Stanley Kramer und Sol Lesser tätig und half als solcher bei der Erstellung von Filmen wie Tarzan und das Leopardenweib (1946), Tarzan wird gejagt (1947), Zwischen Frauen und Seilen (1949), Zwölf Uhr mittags (1952), Die 5000 Finger des Dr. T. (1953), Urteil von Nürnberg (1961), Eine total, total verrückte Welt (1963) und Was hast du denn im Krieg gemacht, Pappi? (1966).
Im Laufe seiner Karriere arbeitete Beauchamp, der zeitweise mit der Schauspielerin Anita Garvin verheiratet war, mit Filmregisseuren wie Henry Hathaway, Kurz Neumann, Wilhelm Thiele, Blake Edwards, Roy Rowland, Mark Robson und Fred Zinnemann zusammen.

## Filmografie (Auswahl)
Regieassistent
- 1935: Bengali (The Lives of a Bengal Lancer)
- 1936: Der Letzte der Mohikaner (The Last of the Mohicans)
- 1942: Tarzan und die Nazis (Tarzan Triumphs)
- 1942: The Mayor of 44th Street
- 1949: Zweikampf am Red River (Massacre River)
- 1952: Mein Sohn entdeckt die Liebe (The Happy Time)

andere Funktionen
- 1935: No More Ladies – Darsteller
- 1953: Der Gehetzte (The Juggler) – Produktionsmanager